# Армянская епархия Антиохии
Антиохская (Антакийская) епархия Киликийского патриархата Армянской Апостольской церкви (арм. Հայ Առաքելական եկեղեցու Կիլիկիայի պատրիարքության Անտիոքի թեմ) — упразднённая после Геноцида армян 1915 года епископская епархия Армянской Апостольской церкви бывшая в составе Киликийского патриархата с центром в городе Антиохия (современная Антакья).
В юрисдикцию Антиохской епархии входили территории Антакийской, Шугурской и Сайунской каз Османской империи. По данным на 1911 год количество верующих Армянской Апостольской церкви — 12.000, общин — 16, также верующих армян-протестантов — 1.500, верующих Армянской Католической церкви — 2.000. 
Епархия имела 9 церквей.